# 이호연 (배우)
이호연(1983년 3월 1일 ~ )은 대한민국의 배우이다.

## 학력
- 동아방송예술대학 연극영화과 (졸업)

## 출연 작품

### 영화
- 2019년 《여수 밤바다》 - 동곤 역
- 2015년 《쓰리 썸머 나잇》 - 기동파 넘버 2 역
- 2014년 《신의 한수》 - 떡대 1 역
- 2011년 《투혼》 - 영만 역
- 2011년 《마이웨이》
- 2010년 《반가운 살인자》 - 형사 3 역
- 2010년 《주유소 습격 사건 2》 - 호송버스 운전사 역

### 드라마
- 2008년 tvN 《맞짱》